# ولیکو چرنلو
ولیکو چرنلو (اسلوونیایی: Veliko Črnelo) یک زیستگاه انسانی در اسلوونی است که در Ivančna Gorica Municipality واقع شده‌است.

## خصوصیات
ولیکو چرنلو ۱٫۸۳ کیلومترمربع مساحت و ۷۳ نفر جمعیت دارد و ۳۲۵٫۴ متر بالاتر از سطح دریا واقع شده‌است.